# 布尔干河
布尔干河 ，位于中华人民共和国新疆维吾尔自治区塔城地区裕民县南部的一条河流，属于塔斯提河左岸支流。河名在哈萨克语中意为“曾改道的河”，因古时下游曾开挖水渠而得名。发源于巴尔鲁克山脉海拔3252米孔塔普坎峰，蜿蜒向西北流，于哈拉布拉乡布尔干村西北约3.6千米汇入塔斯提河。河长34.2千米，流域面积165平方千米，年均径流量约0.5亿立方米。布尔干河谷高山环抱，人迹罕至。流域左岸海拔800～1200米丘陵地带，生长着世界上现存面积最大的野生巴旦杏林，现属自治区重点自然保护区。